# Georg Benoit
Georg Benoit (* 3. März 1868 in Wesel; † 20. Oktober 1953 in Baden-Baden; vollständiger Name: Georg August Christian Benoit) war ein deutscher Maschinenbauingenieur und Hochschullehrer an der Technischen Hochschule Karlsruhe.

## Leben
Benoit entstammt einer Hugenottenfamilie. Er studierte Maschinenbau an der Technischen Hochschule (Berlin-)Charlottenburg. Nach mehrjähriger Tätigkeit in der Industrie und als Direktor der staatlichen Höheren Maschinenbauschule Hagen wurde er 1901 auf den damals neu geschaffenen Lehrstuhl für Hebe- und Transportmaschinen in der Abteilung Maschinenwesen an der Technischen Hochschule Karlsruhe berufen. 1935 wurde er emeritiert. In den Studienjahren 1911/1912 und 1921/1922 war er Rektor der Hochschule.

## Leistungen
Benoits Interessen galten insbesondere den Luftseilbahnen und dem Drahtseil als Element fördertechnischer Maschinen. Unter seiner Leitung wurde die erste Personenseilbahn der Welt mit Umlaufbetrieb entworfen und gebaut, die Schauinslandbahn. Diese wurde im Schwarzwald auf dem Schauinsland errichtet und im Sommer 1930 eingeweiht.

## Schriften
- mit R. Woernle: Die Drahtseilfrage. Beanspruchung, Lebensdauer, Bemessung von Seilen, insbesondere von Aufzugseilen und ihre experimentelle Erforschung. Leipzig / Karlsruhe 1915.

## Ehrungen
- Ehrendoktorwürde der Technischen Hochschule Danzig (als Dr.-Ing. E. h.)[3]
- 1935: Ehrenbürgerwürde der Technischen Hochschule Karlsruhe[4]
- 1943: Goethe-Medaille für Kunst und Wissenschaft (anlässlich seines 75. Geburtstags)